# Таласса (спутник)
Таласса (др.-греч. Θάλασσα) — внутренний спутник планеты Нептун.
Названа по имени богини моря из греческой мифологии.
Также обозначается как Нептун IV.

## История открытия
Таласса была открыта в сентябре 1989 года по снимкам, сделанным аппаратом «Вояджер-2».
Об открытии было объявлено 29 сентября 1989 года, а текст сообщает о 25 изображениях, полученных в течение 11 дней, таким образом, открытие состоялось незадолго до 18 сентября.
Спутник получил временное обозначение S/1989 N 5.
Собственное название было дано 16 сентября 1991 года.

## Характеристики

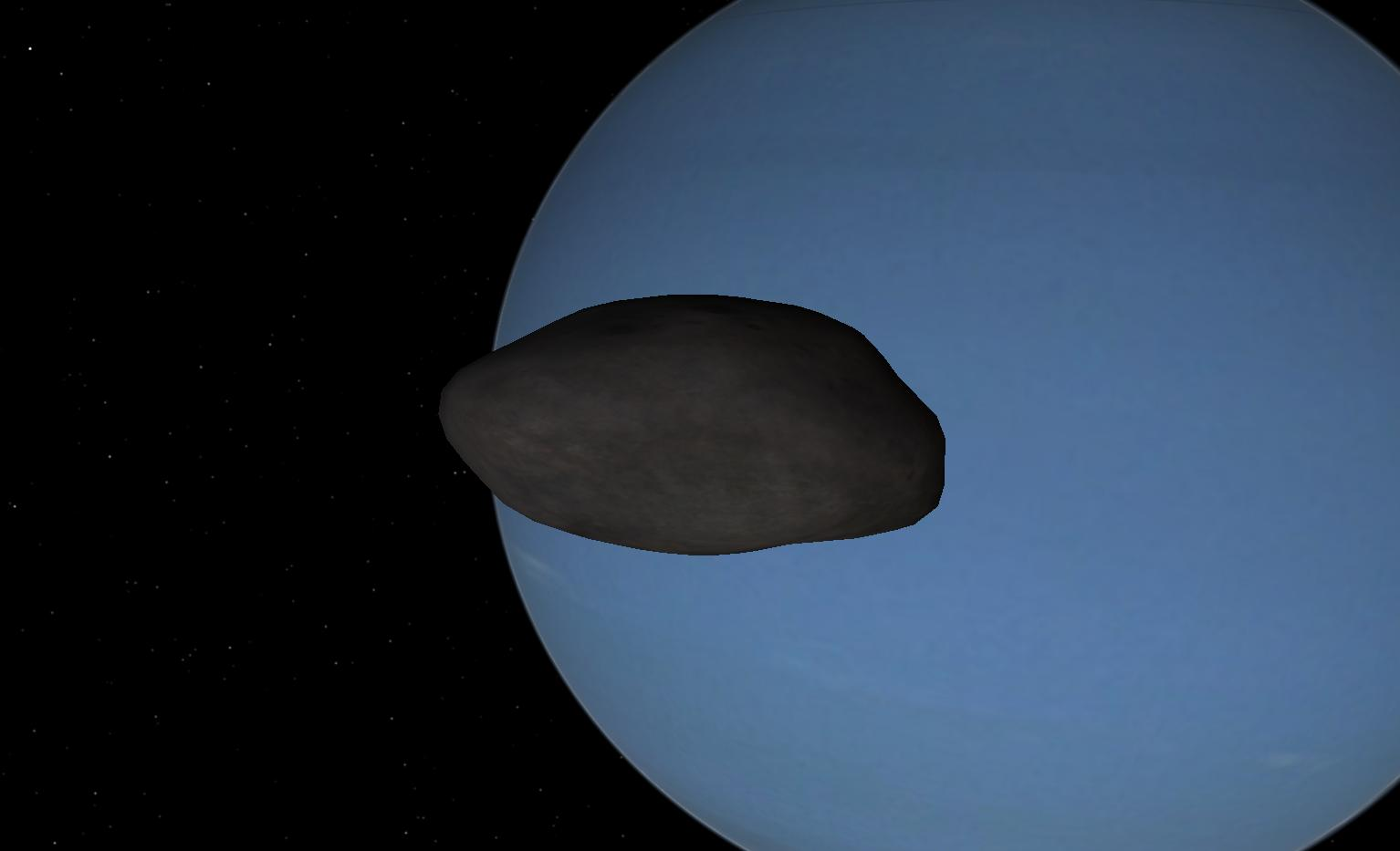
Таласса на орбите Нептуна. Компьютерная модель в программе Celestia

Таласса имеет неправильную (несферическую) форму.
Никаких следов геологической активности не обнаружено.
Вероятно, Таласса, как и другие спутники на орбитах ниже Тритона, сформировалась из обломков ранее существовавших спутников Нептуна, разрушившихся в результате столкновений, вызванных возмущениями от Тритона после его захвата Нептуном на первоначальную высокоэксцентрическую орбиту.
Форма Талассы нехарактерно дискообразна.
Таласса обращается ниже синхронной околонептуновой орбиты, вследствие чего орбита этого спутника постепенно снижается из-за воздействия приливных сил.
Со временем она может быть поглощена Нептуном или разрушиться из-за приливного растяжения и образовать кольцо при достижении предела Роша.
В случае образования кольца оно относительно быстро может захватить орбиту Деспины.
Точный расчёт траекторий орбит Наяды и Талассы, основанный на данных АМС Вояджер-2 и космического телескопа Хаббла, позволил выяснить, что Наяда движется по синусоиде. Таким образом, хоть большие полуоси орбит Наяды и Талассы отличаются на 1850 км, Наяде никогда не приближаться к Талассе ближе, чем на 3540 км. Наяда и Таласса находятся в орбитальном резонансе 73:69. Также удалось уточнить плотность Наяды и Талассы — 0,80 ± 0,48 и 1,23 ± 0,43 г/см³ соответственно.